# Scyllarus sordidus
Scyllarus sordidus är en kräftdjursart som först beskrevs av William Stimpson 1860.  Scyllarus sordidus ingår i släktet Scyllarus och familjen Scyllaridae. Inga underarter finns listade i Catalogue of Life.